# マリット・ミッケルスプラス
マリット・ミッケルスプラス（Marit Elisabeth Wold-Mikkelsplass、旧姓ヴォルド(Wold)、1965年2月22日 - ）は、ノルウェー、オスロ出身の元クロスカントリースキー選手。1985年から1998年に国際大会で活躍した。夫はクロスカントリースキーオリンピックメダリストのポール＝グンナル・ミッケルスプラス。

## プロフィール
1988年カルガリーオリンピックで10km15位、20km24位、リレーでは銀メダルを獲得、1989年ノルディックスキー世界選手権で10km21位、15km10位の成績を残した。その後はしばらくの間あまり目立った成績は残せなかったが2大会ぶりに出場した1994年リレハンメルオリンピックの30kmでは銀メダルを獲得した。
1994年に同じクロスカントリースキー選手のポール＝グンナル・ミッケルスプラスと結婚した。
1995年ノルディックスキー世界選手権30km9位、5km、パシュートとも7位、15km4位、リレー銀メダル。1997年ノルディックスキー世界選手権5km22位、パシュート10位、30km銅メダル、リレー銀メダル。
1998年長野オリンピックではパシュート14位、30km9位、5km6位、15km5位、リレー銀メダルの成績を残し、このシーズン限りで現役を引退した。